# Мэйсон, Рой (политик)
Рой Мэйсон, барон Барнсли (англ. Roy Mason, Baron Mason of Barnsley; 18 апреля 1924, Ройстон, графство Саут-Йоркшир, Великобритания — 19 апреля 2015) — британский государственный деятель, министр обороны Великобритании (1974—1976).

## Биография
В возрасте четырнадцати лет впервые спустился в шахту, а в двадцать уже стал активистом филиала Национального союза горняков. На стипендию Конгресса профсоюзов окончил Лондонскую школу экономики. Оставался в угольной промышленности, пока он не был избран на дополнительных выборах в 1953 г. в качестве члена парламента от избирательного округа Барнсли.
Занимал ряд министерских должностей в правительстве Великобритании:
- 1960—1964 гг. — парламентский представитель Лейбористской партии по внутренним делам, обороне и вопросам почт,
- 1964—1967 гг. — государственный министр в Совете по торговле,
- 1967—1968 гг. — министр оборонной промышленности,
- 1968 г. — генеральный почтмейстер,
- 1968—1969 гг. — министр энергетики,
- 1969—1970 гг. — председатель Совета по торговле (министр торговли),
- 1974—1976 гг. — министр обороны,
- 1976—1979 гг. — министр по делам Северной Ирландии. На этом посту усилил антитеррористический действия SAS в первую очередь в графстве Арма. Ему удалось добиться снижения насилия в Ольстере, однако обе попытки политического урегулирования конфликта не увенчались успехом. Его политика вызвала яростный протест националистически настроенных депутатов-ирландев в Лейбористской партии, что стало одной из причин поражения партии на всеобщих выборах (1979). После ухода с должности в течение месяца находился под особой защитой полиции.

В лейбористском теневом правительстве являлся министром по делам Северной Ирландии (1979) и министром сельского хозяйства, рыболовства и продовольствия (1979—1981).
В 1987 году покинул Палату общин и был назначен королевой Елизаветой II пожизненным пэром с титулом барона Барнсли, в Барнсли, графство Саут-Йоркшир. Был членом Палаты лордов.